# Primera Liga de Antigua y Barbuda
La Primera Liga de Antigua y Barbuda es la segunda liga de fútbol en Antigua y Barbuda, se disputa desde 1969 teniendo como el primer campeón al Princess Margaret School FC. La liga es organizada por la Asociación de Fútbol de Antigua y Barbuda.

## Formato
El campeonato se juega entre septiembre y marzo con el sistema de todos contra todos a 2 vueltas, completando 18 juegos. Quien consiga más puntos es el campeón y con el subcampeón asciende directamente a la Primera División de Antigua y Barbuda, mientras que el 3.º y 4.º jugarán el play-off 1/2 contra el 8.º de la máxima categoría. El último y el penúltimo clasificado descienden a Segunda División, mientras que el antepenúltimo clasificado juega una promoción contra el ganador del playoff por el tercer lugar de la tercera categoría.

## Equipos 2024-25
- Bendals FC
- Bolans FC
- Empire FC
- Freemansville Scorpions
- Jennings United
- Liberta Sports Club (Blackhawks)
- Lion Hill FC
- FC Masterballers
- Ottos Rangers FC
- Police FC
- SAP FC
- Swetes FC
- Tryum FC
- Urlings FC

## Temporadas
| Temporada | Campeón                     | Subcampeón          |
| --------- | --------------------------- | ------------------- |
| 1969-70   | Princess Margaret School FC |                     |
| 1970-73   | Desconocido                 | Desconocido         |
| 1974-75   | No disputado                | No disputado        |
| 1975-83   | Desconocido                 | Desconocido         |
| 1983-84   | Liberta FC                  | Tryum FC            |
| 1984-93   | Desconocido                 | Desconocido         |
| 1993-94   | Hoppers FC                  | Tryum FC            |
| 1994-97   | Desconocido                 | Desconocido         |
| 1997-98   | Villa Lions                 | Attackers FC        |
| 1998-99   | Lion Hill Spliff FC         | Jennings United FC  |
| 1999-00   | Pigotts Bullets FC          |                     |
| 2000-01   | Hoppers FC                  | Freemansville FC    |
| 2001-02   | Liberta FC                  | Lion Hill Spliff FC |
| 2002-03   | Old Road FC                 | Police FC           |
| 2003-04   | Villa Lions                 | Wadadli FC          |
| 2004-05   | Old Road FC                 | Liberta FC          |
| 2005-06   | Sea View Farm FC            | Freemansville FC    |
| 2006-07   | All Saints United FC        | Potters Tigers FC   |
| 2007-08   | Jennings United FC          | Old Road FC         |
| 2008-09   | Potters Tigers FC           | Willikies FC        |
| 2009-10   | Sea View Farm FC            | Empire FC           |
| 2010-11   | Willikies FC                | Pigotts Bullets FC  |
| 2011-12   | Celtics FC                  | Fort Road FC        |
| 2012-13   | Potters Tigers FC           | Grenades FC         |
| 2013-14   | Ottos Rangers FC            | Urlings FC          |
| 2014-15   | Empire FC                   | Pigotts Bullets FC  |
| 2015-16   | Liberta SC                  | Tryum FC            |
| 2016-17   | Swetes FC                   | Five Islands FC     |
| 2017-18   | Villa Lions FC              | Liberta SC          |
| 2018-19   | All Saints United FC        | Pigotts Bullets FC  |
| 2019-20   | Abandonado                  | Abandonado          |
| 2020-21   | No disputado                | No disputado        |
| 2021-22   | No disputado                | No disputado        |
| 2022-23   | Desconocido                 | Desconocido         |
| 2023-24   | Desconocido                 | Desconocido         |
| 2024-25   |                             |                     |

## Títulos por club
| Club                        | Campeón | Años campeón     |
| --------------------------- | ------- | ---------------- |
| Villa Lions FC              | 3       | 1998, 2004, 2018 |
| Hoppers FC                  | 2       | 1994, 2001       |
| Liberta FC †                | 2       | 1984, 2002       |
| Old Road FC                 | 2       | 2003, 2005       |
| Sea View Farm FC            | 2       | 2006, 2010       |
| Potters Tigers FC           | 2       | 2009, 2013       |
| All Saints United FC        | 2       | 2007, 2019       |
| Princess Margaret School FC | 1       | 1970             |
| Lion Hill Spliff FC         | 1       | 1999             |
| Pigotts Bullets FC          | 1       | 2000             |
| Jennings United FC          | 1       | 2008             |
| Willikies FC                | 1       | 2011             |
| Celtics FC                  | 1       | 2012             |
| Ottos Rangers FC            | 1       | 2014             |
| Empire FC                   | 1       | 2015             |
| Liberta SC                  | 1       | 2016             |
| Swetes FC                   | 1       | 2017             |

- † Equipo desaparecido.